# Änkeman Jarl (film, 1994)
Änkeman Jarl är en svensk TV-film från 1994 i regi av Rune Formare. I rollerna ses bland andra Gunnar Öhlund, Barbro Christenson och Anette Bjärlestam.

## Om filmen
Filmen spelades in med Bert Sundberg som producent och Hans Welin och Solveig Warner som fotografer. Den klipptes av Lasse Lundberg och premiärvisades den 4 januari 1994 i Sveriges Television.

## Handling
Jarl är änkeman och söker sig till grannfrun och tillika änkan Gustava för att få sällskap.

## Rollista
- Gunnar Öhlund – Andreas
- Barbro Christenson – Hilma
- Anette Bjärlestam	– Martina
- Betty Tuvén – Gustava
- Christian Zell – Albert
- Halvar Björk – Mandus
- Hans-Peter Edh – fästmannen
- Johannes Brost – försäljaren
- Åke Jörnfalk – spelmannen